# Habershonia areopagitica
Habershonia areopagitica är en fjärilsart som beskrevs av Jacob Hübner 1827. Habershonia areopagitica ingår i släktet Habershonia och familjen nattflyn. Inga underarter finns listade i Catalogue of Life.